# Paul Freeman
Paul Freeman, född 18 januari 1943 i Barnet i London, är en brittisk skådespelare. Hans mest kända roll är troligen Indiana Jones ärkerival Dr René Belloq i Jakten på den försvunna skatten.
Freeman har medverkat i ett flertal TV-program och filmer. Han skrev också ett avsnitt av The Virginian. Han har också spelat rollen som den smarte Eddie i filmen Crikey Villains. Han är gift med Maggie Scott.

## Filmografi i urval
- Jakten på den försvunna skatten (1981)
- Maktkamp på Falcon Crest (1984-1985)
- Ombytta roller på Baker Street (1988)
- Just Like a Woman (1992)
- Indiana Jones äventyr (1992)
- Mighty Morphin Power Rangers: Filmen (1995)
- Cityakuten (1998-2002)
- Kommissarie Morse (2000)
- Morden i Midsomer (2006)
- Hot Fuzz (2007)
- Agatha Christie's Poirot (2008)